# Krakahan
Krakahan is een bestuurslaag in het regentschap Brebes van de provincie Midden-Java, Indonesië. Krakahan telt 4337 inwoners (volkstelling 2010).